# Драфт НБА 2023 года
Драфт НБА 2023 года состоялся 22 июня 2023 года в спортивном комплексе «Барклайс-центр» в Бруклинe, Нью-Йорк. Команды НБА выбирали баскетболистов-любителей из университетов США, а также других кандидатов, официально зарегистрированных для участия в драфте, в том числе иностранцев. Трансляцию полностью провёл телеканал ESPN. На ABC был показан только первый раунд драфта. На драфте было выбрано 58 пиков из обычных 60, так как НБА аннулировала выборы второго раунда «Филадельфия Севенти Сиксерс» и «Чикаго Буллз» из-за несанкционированных контактов со свободными агентами.

## Драфт
| РЗ | Разыгрывающий защитник | АЗ | Атакующий защитник | ЛФ | Лёгкий форвард | ТФ | Тяжёлый форвард | Ц | Центровой |

| Раунд | Пик             | Игрок                   | Позиция         | Страна               | Клуб | Колледж/Школа/команда                                                                                    |
| ----- | --------------- | ----------------------- | --------------- | -------------------- | --- | --- |
| 1     | 1               | Виктор Вембаньяма       | Ц               | Франция              | Сан-Антонио Спёрс | Метрополитан 92 (Франция)                                                                                |
| 1     | 2               | Брэндон Миллер          | ЛФ              | США                  | Шарлотт Хорнетс | Алабама (1-й курс)                                                                                       |
| 1     | 3               | Скут Хендерсон          | РЗ              | США                  | Портленд Трэйл Блэйзерс | G League Ignite (Джи-Лига)                                                                               |
| 1     | 4               | Амен Томпсон            | РЗ              | США                  | Хьюстон Рокетс | Сити Риперс (Овертайм Элит)                                                                              |
| 1     | 5               | Осар Томпсон            | АЗ/ЛФ           | США                  | Детройт Пистонс | Сити Риперс (Овертайм Элит)                                                                              |
| 1     | 6               | Энтони Блэк             | АЗ/ЛФ           | США                  | Орландо Мэджик | Арканзас (1-й курс)                                                                                      |
| 1     | 7               | Билаль Кулибали         | ЛФ              | Франция              | Индиана Пэйсерс (права с драфта обменяны в Вашингтон)                                                                          | Метрополитан 92 (Франция)                                                                                |
| 1     | 8               | Джарас Уокер            | ЛФ/ТФ           | США                  | Вашингтон Уизардс (права с драфта обменяны в Индиану)                                                                          | Хьюстон (1-й курс)                                                                                       |
| 1     | 9               | Тейлор Хендрикс         | ТФ              | США                  | Юта Джаз | Центральная Флорида (1-й курс)                                                                           |
| 1     | 10              | Кэйсон Уоллес           | РЗ/АЗ           | США                  | Даллас Маверикс (права с драфта обменяны Оклахома-Сити)                                                                        | Кентукки (1-й курс)                                                                                      |
| 1     | 11              | Джетт Ховард            | ЛФ              | США                  | Орландо Мэджик (от Чикаго) | Мичиган (1-й курс)                                                                                       |
| 1     | 12              | Дерек Лайвли            | Ц               | США                  | Оклахома-Сити Тандер (права с драфта обменяны Даллас)                                                                          | Дьюк (1-й курс)                                                                                          |
| 1     | 13              | Грэйди Дик              | АЗ/ЛФ           | США                  | Торонто Рэпторс | Канзас (1-й курс)                                                                                        |
| 1     | 14              | Джордан Хокинс          | АЗ              | США                  | Нью-Орлеан Пеликанс | Коннектикут (2-й курс)                                                                                   |
| 1     | 15              | Кобе Бафкин             | АЗ              | США                  | Атланта Хокс | Мичиган (2-й курс)                                                                                       |
| 1     | 16              | Кейонте Джордж          | АЗ              | США                  | Юта Джаз (от Миннесоты) | Бэйлор (1-й курс)                                                                                        |
| 1     | 17              | Джейлен Худ-Шифино      | АЗ              | США                  | Лос-Анджелес Лейкерс | Индиана (1-й курс)                                                                                       |
| 1     | 18              | Хайме Хакес             | ЛФ              | Мексика              | Майами Хит | Калифорния (4-й курс)                                                                                    |
| 1     | 19              | Брэндин Поджемски       | АЗ              | США                  | Голден Стэйт Уорриорз | Санта-Клара (2-й курс)                                                                                   |
| 1     | 20              | Кэм Уитмор              | ЛФ              | США                  | Хьюстон Рокетс (от ЛА Клипперс)                                                                                                | Вилланова (1-й курс)                                                                                     |
| 1     | 21              | Ноа Клауни              | ТФ              | США                  | Бруклин Нетс (от Финикс) | Алабама (1-й курс)                                                                                       |
| 1     | 22              | Дарик Уайтхэд           | АЗ              | США                  | Бруклин Нетс | Дьюк (1-й курс)                                                                                          |
| 1     | 23              | Крис Мюррэй             | ТФ              | США                  | Портленд Трэйл Блэйзерс (от Нью-Йорка)                                                                                         | Айова (3-й курс)                                                                                         |
| 1     | 24              | Оливье-Максенс Проспер  | ЛФ              | Канада               | Сакраменто Кингз (права с драфта обменяны в Даллас)                                                                            | Маркетт (3-й курс)                                                                                       |
| 1     | 25              | Маркус Сассер           | РЗ              | США                  | Мемфис Гриззлис (права с драфта обменяны в Детройт через Бостон)                                                               | Хьюстон (4-й курс)                                                                                       |
| 1     | 26              | Бен Шеппард             | АЗ              | США                  | Индиана Пэйсерс (от Кливленда)                                                                                                 | Белмонт (4-й курс)                                                                                       |
| 1     | 27              | Ник Смит (младший)      | АЗ              | США                  | Шарлотт Хорнетс (от Денвера через Нью-Йорк и Оклахома-Сити)                                                                    | Арканзас (1-й курс)                                                                                      |
| 1     | 28              | Брайс Сенсабо           | ЛФ              | США                  | Юта Джаз (от Филадельфии через Бруклин)                                                                                        | Огайо Стэйт (1-й курс)                                                                                   |
| 1     | 29              | Джулиан Строутер        | ЛФ              | Пуэрто-Рико США      | Индиана Пэйсерс (от Бостона, права с драфта обменяны в Денвер)                                                                 | Гонзага (3-й курс)                                                                                       |
| 1     | 30              | Коби Браун              | ТФ              | США                  | Лос-Анджелес Клипперс (от Милуоки через Хьюстон)                                                                               | Миссури (4-й курс)                                                                                       |
| 2     | 31              | Джеймс Ннаджи           | Ц               | Нигерия              | Детройт Пистонс (права с драфта обменяны в Шарлотт через Бостон)                                                               | Барселона (Испания)                                                                                      |
| 2     | 32              | Джейлен Пикетт          | АЗ              | США                  | Индиана Пэйсерс (от Хьюстона, права с драфта обменяны в Денвер)                                                                | Пенн Стэйт (4-й курс)                                                                                    |
| 2     | 33              | Леонард Миллер          | ЛФ              | Канада               | Сан-Антонио Спёрс (права с драфта обменяны в Миннесоту)                                                                        | G League Ignite (Джи-Лига)                                                                               |
| 2     | 34              | Колби Джонс             | АЗ              | США                  | Шарлотт Хорнетс (от Шарлотт через Филадельфию и Атланту, права с драфта обменяны в Сакраменто через Бостон)                    | Ксавье (3-й курс)                                                                                        |
| 2     | 35              | Джулиан Филлипс         | ЛФ              | США                  | Бостон Селтикс (от Портленда через Атланту, ЛА Клипперс, Детройт и Кливленд, права с драфта обменяны в Чикаго через Вашингтон) | Теннесси (1-й курс)                                                                                      |
| 2     | 36              | Андре Джексон (младший) | АЗ              | США                  | Орландо Мэджик (права с драфта обменяны в Милуоки)                                                                             | Коннектикут (4-й курс)                                                                                   |
| 2     | 37              | Хантер Тайсон           | ЛФ              | США                  | Оклахома-Сити Тандер (от Вашингтона через Нью-Орлеан, права с драфта обменяны в Денвер)                                        | Клемсон (4-й курс)                                                                                       |
| 2     | 38              | Джордан Уолш            | ЛФ              | США                  | Сакраменто Кингз (от Индианы)                                                                                                  | Арканзас (1-й курс)                                                                                      |
| 2     | 39              | Мухамед Гуйе            | ТФ              | Сенегал              | Шарлотт Хорнетс (от Юты через Нью-Йорк, права с драфта обменяны в Атланту через Бостон)                                        | Вашингтон Стэйт (2-й курс)                                                                               |
| 2     | 40              | Максвелл Льюис          | ЛФ              | США                  | Денвер Наггетс (от Далласа через Оклахома-Сити, права с драфта обменяны в ЛА Лейкерс)                                          | Пеппердайн (2-й курс)                                                                                    |
| 2     | 41              | Амари Бэйли             | АЗ              | США                  | Шарлотт Хорнетс (от Оклахома-Сити через Нью-Йорк, Бостон)                                                                      | УКЛА (1-й курс)                                                                                          |
| 2     | 42              | Тристан Вукчевич        | ТФ/Ц            | Сербия               | Вашингтон Уизардс (от Чикаго через ЛА Лейкерс и Вашингтон)                                                                     | Партизан Белград (Сербия)                                                                                |
| 2     | 43              | Райан Рупер             | АЗ              | Франция              | Портленд Трэйл Блэйзерс (от Атланты)                                                                                           | Нью-Зиланд Брейкерс (Австралазия)                                                                        |
| 2     | 44              | Сиди Сиссоко            | АЗ/ЛФ           | Франция              | Сан-Антонио Спёрс (от Торонто)                                                                                                 | G League Ignite (Джи-Лига)                                                                               |
| 2     | 45              | Джи Джи Джексон         | ТФ              | США                  | Мемфис Гриззлис (от Миннесоты)                                                                                                 | Южная Каролина (1-й курс)                                                                                |
| 2     | 46              | Сет Ланди               | АЗ              | США                  | Атланта Хокс (от Нью-Орлеана)                                                                                                  | Пенн Стэйт (4-й курс)                                                                                    |
| 2     | 47              | Мохаве Кинг             | АЗ              | Австралия            | Лос-Анджелес Лейкерс (права с драфта обменяны в Индиану)                                                                       | G League Ignite (Джи-Лига)                                                                               |
| 2     | 48              | Джордан Миллер          | ЛФ              | США                  | Лос-Анджелес Клипперс | Майами (4-й курс)                                                                                        |
| 2     | 49              | Имони Бейтс             | ЛФ              | США                  | Кливленд Кавальерс (от Голден Стэйт через Юту и Нью-Орлеан)                                                                    | Восточный Мичиган (2-й курс)                                                                             |
| 2     | 50              | Кейонте Джонсон         | ЛФ              | США                  | Оклахома-Сити Тандер (от Майами через Бостон, Мемфис, и Даллас)                                                                | Канзас Стэйт (4-й курс)                                                                                  |
| 2     | 51              | Джейлен Уилсон          | ЛФ              | США                  | Бруклин Нетс | Канзас (4-й курс)                                                                                        |
| 2     | 52              | Тумани Камара           | ЛФ/ТФ           | Бельгия              | Финикс Санз | Дейтон (4-й курс)                                                                                        |
| 2     | 53              | Джейлен Кларк           | АЗ              | США                  | Миннесота Тимбервулвз (от Нью-Йорка через Шарлотт)                                                                             | УКЛА (3-й курс)                                                                                          |
| 2     | 54              | Джален Слоусон          | ЛФ              | США                  | Сакраменто Кингз | Фурман (4-й курс)                                                                                        |
| 2     | 55              | Айзейя Вонг             | РЗ              | США                  | Индиана Пэйсерс (от Кливленда через Милуоки и Детройт)                                                                         | Майами (4-й курс)                                                                                        |
| 2     | 56              | Тарик Биберович         | ЛФ              | Босния и Герцеговина | Мемфис Гриззлис | Фенербахче (Турция)                                                                                      |
| 2     | Аннулирован пик | Аннулирован пик         | Аннулирован пик | Аннулирован пик      | Чикаго Буллз (от Денвера через Кливленд(Аннулирован пик второго раунда из-за нарушений правил tampering)                       | Чикаго Буллз (от Денвера через Кливленд(Аннулирован пик второго раунда из-за нарушений правил tampering) |
| 2     | Аннулирован пик | Аннулирован пик         | Аннулирован пик | Аннулирован пик      | Филадельфия Севенти Сиксерс (Аннулирован пик второго раунда из-за нарушений правил tampering)                                  | Филадельфия Севенти Сиксерс (Аннулирован пик второго раунда из-за нарушений правил tampering)            |
| 2     | 57              | Трейс Джексон-Дэвис     | ТФ              | США                  | Вашингтон Уизардс (от Бостона через Шарлотт, права с драфта обменяны в Голден Стэйт)                                           | Индиана (4-й курс)                                                                                       |
| 2     | 58              | Крис Ливингстон         | ЛФ              | США                  | Милуоки Бакс | Кентукки (1-й курс)                                                                                      |

1. ↑  Указывается сборная, за которую выступает игрок или его национальность. Если игрок не выступал на международном уровне, то указывается сборная, которую игрок имеет право представлять в соответствии с правилами ФИБА.

## Сделки с участием драфт пиков

### Сделки перед драфтом
1. ↑  25 марта 2021: от Чикаго Буллз к Орландо Мэджик[6]
  - Орландо приобрёл Уэнделла Картера, Отто Портера, драфт-пики первого раунда 2021, 2023 годов
  - Чикаго приобрёл Николу Вучевича, Аль-Фаруку Амину
2. ↑  6 июля 2022: от Миннесота Тимбервулвз к Юта Джаз[7]
  - Юта приобрела Малика Бизли, Патрика Беверли, Леандро Больмаро, Джарреда Вандербилта, права с драфта на Уокера Кесслера, драфт-пики первого раунда 2023, 2025, 2027, 2029 годов, опцию обмена драфт-пиками первого раунда 2026 года
  - Миннесота приобрела Руди Гобера
3. 1 2  19 марта 2021: от Милуоки Бакс к Хьюстон Рокетс[8]
  - Хьюстон приобрёл Ди Джея Огастина, Ди Джея Уилсона, драфт-пик первого раунда 2023 года, опцию обмена драфт-пика второго раунда 2022 года
  - Милуоки приобрёл Пи Джея Такера, Родиона Куруца, драфт-пик первого раунда 2022 года
4. 1 2  9 февраля 2023: от Хьюстон Рокетс к Лос-Анджелес Клипперс (трёхсторонний обмен с участием Мемфис Гриззлис)[9][10]
  - ЛА Клипперс приобрёл Эрика Гордона, три драфт-пика второго раунда
  - Хьюстон приобрёл Джон Уолл, Дэнни Грин, опцию обмена драфт-пика первого раунда «Милуоки» на драфт-пик первого раунда «ЛА Клипперс»
  - Мемфис приобрёл Люк Кеннард
5. 1 2  9 февраля 2023: от Финикс Санз к Бруклин Нетс (Четырёхсторонний обмен с участием Милуоки Бакс и Индиана Пэйсерс)[11][12]
  - Бруклин приобрёл Микала Бриджеса, Кэмерона Джонсона, права с драфта на Хуана Пабло Воле, драфт-пики первого раунда «Финикс Санз» 2023, 2025, 2027, 2029 годов, опцию обмена драфт-пиками первого раунда 2028 года с «Финикс Санз» 2029, драфт-пики второго раунда «Милуоки Бакс» 2028 и 2029 годов
  - Финикс приобрёл Кевина Дюранта, Ти Джея Уоррена
  - Милуоки приобрёл Джея Краудера
  - Индиана приобрела Джорджа Хилла, Сержа Ибаку, Джордана Нвора, три драфт-пика второго раунда от «Милуоки Бакс», денежное вознаграждение от «Бруклин Нетс»
6. 1 2  8 февраля 2023: от Нью-Йорк Никс к Портленд Трэйл Блэйзерс (Четырёхсторонний обмен с участием Филадельфия Севенти Сиксерс и Шарлотт Хорнетс)[13][14]
  - Портленд приобрёл Кэма Реддиша, Райана Арчидиаконоу, Матисса Тайбулла, защищенный драфт-пик первого раунда 2023 года «Нью-Йорк Никс»
  - Нью-Йорк приобрёл Джоша Харта
  - Филадельфия приобрела Джейлена Макдэниелса, драфт-пик второго раунда 2024 года «Нью-Йорк Никс», драфт-пик второго раунда 2029 года «Портленд Трэйл Блэйзерс»
  - Шарлотт приобрёл Святослава Михайлюка, драфт-пик второго раунда 2023 года (самый высокий выбор во 2 раунде драфта 2023 года между «Атланта Хокс», «Бруклин Нетс» и «Шарлотт Хорнетс»), драфт-пик второго раунда 2027 года «Портленд Трэйл Блэйзерс»
7. ↑  7 февраля 2022 : от Кливленд Кавальерс к Индиана Пэйсерс[20]
  - Кливленд приобрёл Кариса Леверта, драфт-пик «Майами Хит» второго раунда 2022 года
  - Индиана приобрела Рики Рубио, защищенный драфт-пик первого раунда, драфт-пик «Хьюстон Рокетс» второго раунде 2022 года, драфт-пик «Юта Джаз» второго раунде 2027 года
8. 1 2  23 ноября 2020: от Денвер Наггетс к Оклахома-Сити Тандер (Четырёхсторонний обмен с участием Милуоки Бакс и Нью-Орлеан Пеликанс)[21][22]
  - Оклахома-Сити приобрела Джорджа Хилла, Дариуса Миллера, Кенрика Уильямса, Зайлана Читэма, Джоша Грея, драфт-пик первого раунда «Денвер Наггетс», драфт-пик второго раунда 2023 года «Вашингтон Уизардс», драфт-пик второго раунда 2024 года «Шарлотт Хорнетс»
  - Денвер приобрёл права с драфта на Ар Джея Хэмптона
  - Милуоки приобрёл Джру Холидея, права с драфта на Сэма Меррилла
  - Нью-Орлеан приобрёл Стивена Адамса, Эрика Бледсо, два драфт-пика первого раунда «Милуоки Бакс», две опции обмена драфт-пиками первого раунда с «Милуоки Бакс»
9. ↑  23 июня 2022: от Оклахома-Сити Тандер к Нью-Йорк Никс[23]
  - Оклахома-Сити приобрела права с драфта на Усмана Дьенга
  - Нью-Йорк приобрёл три защищенных драфт-пика первого раунда 2023 года: «Вашингтон Уизардс», «Денвер Наггетс», «Детройт Пистонс»
10. 1 2 3 4  23 июня 2022: от Нью-Йорк Никс к Шарлотт Хорнетс (трёхсторонний обмен с участием Детройт Пистонс)[24]
  - Шарлотт приобрёл драфт-пики первого раунда 2023 года «Денвер Наггетс», четыре драфт-пика второго раунда
  - Нью-Йорк приобрёл драфт-пик первого раунда 2025 года
  - Детройт приобрёл Кембу Уокера, права с драфта на Джейлена Дюрена
11. ↑  10 февраля 2022: от Филадельфия Севенти Сиксерс к Бруклин Нетс[25]
  - Бруклин приобрёл Андре Драммонда, Сета Карри, Бена Симмонса два драфт-пика Филадельфии-76 первого раунда
  - Филадельфия приобрела Пола Миллсэпа, Джеймса Хардена
12. ↑  30 июня 2022: от Бруклин Нетс к Юта Джаз[26]
  - Юта приобрела драфт-пик первого раунда 2023 года
  - Бруклин приобрёл Ройса О’Нила
13. ↑  9 июля 2022: от Бостон Селтикс к Индиана Пэйсерс][27]
  - Индиана приобрела Аарона Несмита, Даниеля Тайса, Ника Стаускаса, Малика Фиттса, Джувэна Моргана, драфт-пик первого раунда 2023 года
  - Бостон приорёл Малкольма Брогдона
14. ↑  16 января 2021: от Хьюстон Рокетс к Индиана Пэйсерс (Четырёхсторонний обмен с участием Бруклин Нетс и Кливленд Кавальерс)[32][33]
  - Бруклин приобрёл Джеймса Хардена
  - Кливленд Кавальерс приобрёл Джарретта Аллена, Торина Принса, права с драфта на Александра Везенкова
  - Индиана приобрела Кариса Леверта, драфт-пики второго раунда 2023, 2024 годов
  - Хьюстон приобрел Родиона Куруца, Виктора Оладипо, Данте Экзама, драфт-пики первого раунда 2022, 2024, 2026 «Бруклин Нетс», опцию обмена драфт-пиками первого раунда 2021, 2023, 2025, 2027 годов с «Бруклином», драфт-пик первого раунда 2022 года «Милуоки Бакс»
15. ↑  21 июня 2018: из Шарлотт Хорнетс в Атланта Хокс[35]
  - Атланта приобрела драфт-пики в второго раунда 2019 и 2023 годов.
  - Шарлотт приобрёл права драфта на Девонте Грэма
16. ↑  7 июля 2019: от Атланта Хокс к Филадельфия Севенти Сиксерс[36]
  - Филадельфия приобрела права с драфта на Джордана Боуна, защищенный драфт-пик второго раунда 2020 года, драфт-пик второго раунда 2023 года (самый высокий выбор во 2 раунде драфта 2023 года между «Атланта Хокс», «Бруклин Нетс» и «Шарлотт Хорнетс»)
  - Атланта приобрела Бруно Фернандо
17. ↑  4 февраля 2019: от Портленд Трэйл Блэйзерс к Кливленд Кавальерс[38]
  - Кливленд приобрёл Ника Стаускаса, Уэйда Болдуина, драфт-пики второго раунда 2021 и 2023 годов
  - Портленд приобрёл Родни Худа
18. ↑  27 июня 2019: от Кливленд Кавальерс к Детройт Пистонс[39]
  - Детройт приобрёл драфт-пик второго раунда 2023 года «Портленд Трэйл Блэйзерс», три драфт-пика второго раунда, денежное вознаграждение
  - Кливленд приобрёл права с драфта на Кевина Портера, младшего
19. ↑  19 ноября 2020: от Детройт Пистонс к Лос-Анджелес Клипперс (Трёхсторонний обмен с участием Бруклин Нетс)[40]
  - Детройт приобрёл Джанана Мусу, Родни Макгрудера, права с драфта на Саддика Бея и Джейлена Хэндса, драфт-пик второго раунда 2021 года «Торонто Рэпторс», денежное вознаграждение
  - Бруклин приобрёл Лэндри Шэмета, Брюса Брауна, права с драфта на Реджи Перри
  - ЛА Клипперс приобрёл Джастина Паттона, Люка Кеннарда, права с драфта на Джея Скрабба, драфт-пик второго раунда 2023 года «Портленд Трэйл Блэйзерс», драфт-пики второго раунда 2024, 2025, 2026 годов «Детройт Пистонс»
20. ↑  25 марта 2021: от Лос-Анджелес Клипперс к Атланта Хокс[41]
  - Атланта приобрела Лу Уильямса, драфт-пик второго раунда 2023 года «Портленд Трэйл Блэйзерс», драфт-пик второго раунда 2027 года
  - ЛА Клипперс приобрёл Рэджона Рондо
21. ↑  7 августа 2021: от Атланта Хокс к Бостон Селтикс (Трёхсторонний обмен с участием Сакраменто Кингз)[42]
  - Бостон приобрёл Криса Данна, Бруно Фернандо, драфт-пик второго раунда 2023 года «Портленд Трэйл Блэйзерс»
  - Атланта приобрела Делона Райта
  - Сакраменто приобрёл Тристана Томпсона
22. ↑  7 февраля 2019: от Вашингтон Уизардс к Нью-Орлеан Пеликанс[45]
  - Нью-Орлеан приобрёл Маркиффа Морриса, драфт-пик второго раунда 2023 года
  - Вашингтон приобрёл Уэсли Джонсона
23. ↑  8 февраля 2022: от Индиана Пэйсерс к Сакраменто Кингз[46]
  - Сакраменто приобрёл Джастина Холидея, эмб, Джереми
24. ↑  22 ноября 2020: от Юта Джаз к Нью-Йорк Никс[47]
  - Нью-Йорк приобрёл Эда Дэвиса, драфт-пик второго раунда 2023 года, драфт-пик второго раунда 2024 года
  - Юта приобрела денежное вознаграждение
25. ↑  27 ноября 2020: от Даллас Маверикс к Оклахома-Сити Тандер (Трёхсторонний обмен с участием Детройт Пистонс)[49]
  - Оклахома-Сити приобрела Джастина Джексона, Тревора Аризу, драфт-пик второго раунда 2023 года (самый высокий выбор во 2 раунде драфта 2023 года между «Даллас Маверикс» и «Майами Хит»), драфт-пика второго раунда 2026 года «Даллас Маверикс»
  - Даллас приобрёл Джеймса Джонсона
  - Детройт приобрёл Делона Райта
26. ↑  23 июня 2022: от Оклахома-Сити Тандер к Денвер Наггетс[50]
  - Денвер приобрёл права с драфта на Пейтона Уотсона и два будущих драфт-пика второго раунда
  - Оклахома-Сити приобрела Джамайкла Грина и защищенный драфт-пик первого раунда 2027 года
27. ↑  18 июня 2021: от Бостон Селтикс к Оклахома-Сити Тандер[51]
  - Оклахома-Сити приобрела Кембу Уокера, драфт-пик первого раунда 2021 года, драфт-пик второго раунда 2025 года
  - Бостон приобрел Эла Хорфорда, Мозеса Брауна, драфт-пик второго раунда 2023 года
28. ↑  17 августа 2021: от Бостон Селтикс к Нью-Йорк Никс[52]
  - Нью-Йорк приобрёл Эвана Фурнье, два драфт-пика второго раунда
  - Бостон приобрел денежное вознаграждение
29. ↑  6 февраля 2019: от Чикаго Буллз к Вашингтон Уизардс[53]
  - Вашингтон приобрёл Бобби Портиса, Джабари Паркера, защищенный драфт-пик второго раунда 2023 года
  - Чикаго Буллз приобрёл Отто Портера
30. ↑  7 июля 2019 : от Чикаго Буллз к Вашингтон Уизардс[54]
  - Вашингтон приобрёл драфт-пик второго раунда 2020 года, дополнительное условие по драфт-пикам
  - Чикаго Буллз приобрёл Томаш Саторанский
31. ↑  6 августа 2021 : от Вашингтон Уизардс к Лос-Анджелес Лейкерс (Пятисторонний обмен с участием Бруклин Нетс, Индиана Пэйсерс, Сан-Антонио Спёрс)[55][56]
  - Индиана приобрела права с драфта на Айзею Джексона
  - Бруклин приобрёл драфт-пик второго раунда 2024 года, опцию обмена драфт-пика второго раунда 2025 года, права с драфта на Николу Милутинова
  - Лос-Анджелес приобрёл Расселла Уэстбрука, драфт-пик второго раунда 2023, 2024, 2028 годов
  - Сан-Антонио приобрёл Чендлера Хатчисона, драфт-пик второго раунда 2022 года
  - Вашингтон приобрёл Спенсера Динвидди, Кайла Кузму, Кентавиуса Колдуэлла-Поупа, Монтреза Харрелла, Аарона Холидея, права с драфта на Айзею Тодда
32. ↑  23 января 2023: от Лос-Анджелес Лейкерс к Вашингтон Уизардс[57]
  - Вашингтон приобрёл Кендрика Нанна, три драфт-пика второго раунда
  - ЛА Лейкерс приобрёл Руя Хатимуру
33. ↑  9 февраля 2023: от Атланта Хокс к Портленд Трэйл Блэйзерс (Четырёхсторонний обмен с участием Голден Стэйт Уорриорз, Детройт Пистонс)[58][59]
  - Портленд приобрёл Кевина Нокса, драфт-пик второго раунда 2023 года (самый высокий выбор во 2 раунде драфта 2023 года между «Атланта Хокс» и «Бруклин Нетс»), четыре драфт-пика второго ранда
  - Атланта приобрела Саддика Бея
  - Детройт приобрёл Джеймса Уайзмена
  - Голден Стэйт приобрёл Гэри Пэйтона (младшего), два драфт-пика второго раунда
34. ↑  9 февраля 2023: от Торонто Рэпторс к Сан-Антонио Спёрс[60]
  - Сан-Антонио приобрёл Кема Берча, драфт-пик первого раунда 2024 года, драфт-пики второго раунда 2023 и 2025 годов
  - Торонто приобрёл Якоба Пёлтла
35. ↑  24 июня 2022: от Миннесота Тимбервулвз к Мемфис Гриззлис[61]
  - Мемфис приобрёл права с драфта на Джейка Ларэвиа и будущий драфт-пик второго рунда
  - Миннесота приобрела права с драфта на Уокера Кесслера и Тая Тая Вашингтона
36. ↑  6 июля 2019: от Нью-Орлеан Пеликанс к Атланта Хокс[62][63]
  - Нью-Орлеан приобрёл права с драфта на Джексона Хейза, Никейла Александер-Уокера, Диди Лозада, условный драфт-пик Кливленда первого раунда 2020 года
  - Атланта приобрела Соломона Хилла, права с драфта на Де'Андре Хантери и Джордана Боуна, драфт-пик второго раунда 2023 года
37. ↑  20 июня 2019: от Голден Стэйт Уорриорз к Нью-Орлеан Пеликанс[64]
  - Нью-Орлеан приобрёл драфт- пики второго раунда 2021 и 2023 годов, денежное вознаграждение
  - Голден Стэйт приобрёл права с драфта на Алена Смаилагича
38. ↑  7 июля 2019: от Нью-Орлеан Пеликанс к Юта Джаз[65]
  - Юта приобрела драфт-пики второго раунда 2021 и 2023 годов «Голден Стэйт Уорриорз»
  - Нью-Орлеан приобрёл Деррика Фейворса
39. ↑  23 декабря 2019 : от Юта Джаз к Кливленд Кавальерс[66]
  - Кливленд Кавальерс приобрёл Данте Экзама, драфт-пика второго раунда 2022 года «Голден Стэйт Уорриорз», драфт-пик второго раунда 2023 года «Сан-Антонио Спёрс»
  - Юта приобрела Джордана Кларксона
40. ↑  7 июля 2017: от Майами Хит к Даллас Маверикс[67]
  - Даллас приобрёл Джоша Макробертса, драфт-пик второго раунда 2023 года, денежное вознаграждение
  - Майами приобрёл Эй Джея Хэммонса
41. ↑  8 июля 2019: от Даллас Маверикс к Мемфис Гриззлис[68]
  - Мемфис приобрёл права с драфта на Сатнама Сингха Бхамару, драфт-пик второго раунда 2021 года «Портленд Трэйл Блэйзерс», драфт-пик второго раунда 2023 года (самый высокий выбор во 2 раунде драфта 2023 года между «Даллас Маверикс» и «Майами Хитс»)
  - Даллас приобрёл Делона Райта
42. ↑  20 ноября 2020: от Мемфис Гриззлис к Бостон Селтикс (Трёхсторонний обмен с участием Портленд Трэйл Блэйзерс)[69][70][71]
  - Бостон приобрёл два будущих драфт-пика второго раунда из «Мемфис Гриззлис»
  - Мемфис приобрёл Марио Хезонью, права с драфта на Десмонда Бэйна
  - Портленд приобрёл Энеса Кантера, денежное вознаграждение
43. ↑  9 февраля 2023: от Бостон Селтикс к Оклахома-Сити Тандер[72]
  - Оклахома-Сити приобрела Джастина Джексона, драфт-пик второго раунда 2023 года (самый низкий выбор во 2 раунде драфта 2023 года, принадлежащий «Бостон Селтикс»), драфт-пик второго раунда 2029 года
  - Бостон приобрёл Майка Мускалу
44. ↑  23 июня 2022: от Шарлотт Хорнетс к Миннесота Тимбервулвз[73]
  - Шарлотт приобрёл права с драфта на Брайса Макгауэнса
  - Миннесота приобрела права с драфта на Джоша Майнотта, драфт-пик второго раунда 2023 года «Нью-Йорка»
45. ↑  6 февраля 2020: от Кливленд Кавальерс к Детройт Пистонс[74]
  - Детройт приобрёл Брэндона Найта, Джона Хенсона, драфт-пик второго раунда 2023 года (самый высокий выбор во 2 раунде драфта 2023 года между «Голден Стэйт Уорриорз» и «Кливленд Кавальерс»)
  - Кливленд приобрёл Андре Драммонда
46. ↑  10 февраля 2022: от Детройт Пистонс к Милуоки Бакс (Четырёхсторонний обмен с участием Лос-Анджелес Клипперс и Сакраменто Кингз)[75][76][77]
  - Милуоки приобрёл Сержа Ибаку, два драфт-пика второго раунда, денежное вознаграждение
  - Детройт приобрёл Марвина Багли III
  - ЛА Клипперс приобрёл Родни Худа, Шеми Оджелея
  - Сакраменто приобрёл Донте Дивинченцо, Джоша Джексона, Трея Лайлза, драфт-пик второго раунда 2024 года «Сакраменто Кингз»
47. ↑  25 марта 2021: от Денвер Наггетс к Кливленд Кавальерс[78]
  - Кливленд приобрёл Айзею Хартенштейна, защищенный драфт-пик второго раунда 2023 года, драфт-пик второго раунда 2027 года
  - Денвер приобрёл Джавейла Макги
48. ↑  27 августа 2021: от Кливленд Кавальерс к Чикаго Буллз (трёхсторонний обмен с участием Портленд Трэйл Блэйзерс)[79][80][81]
  - Чикаго приобрёл Деррика Джонса, защищенный драфт-пик первого раунда 2023, защищенный драфт-пик «Денвера» второго раунда 2023 года
  - Кливленд приобрёл Лаури Маркканена
  - Портленд приобрёл Ларри Нэнса (младшего)
49. ↑  29 ноября 2020: от Бостон Селтикс к Шарлотт Хорнетс[84]
  - Шарлотт приобрёл Гордона Хэйуорда, драфт-пики второго раунда 2023, 2024 годов
  - Бостон приобрёл защищенный драфт-пик второго раунда
50. ↑  10 февраля 2022: от Шарлотт Хорнетс к Вашингтон Уизардс[85]
  - Вашингтон приобрёл Иша Смита, Вернона Кэри-младшего, условный драфт-пик второго раунда «Бостон Селтикс» 2023 или 2024 годов
  - Шарлотт приобрёл Монтреза Харрелла

### Сделки в день драфта
1. 1 2  24 июня 2023: Трёхсторонний обмен между Вашингтон Уизардс, Индиана Пэйсерс и Финикс Санз[2][3][4]

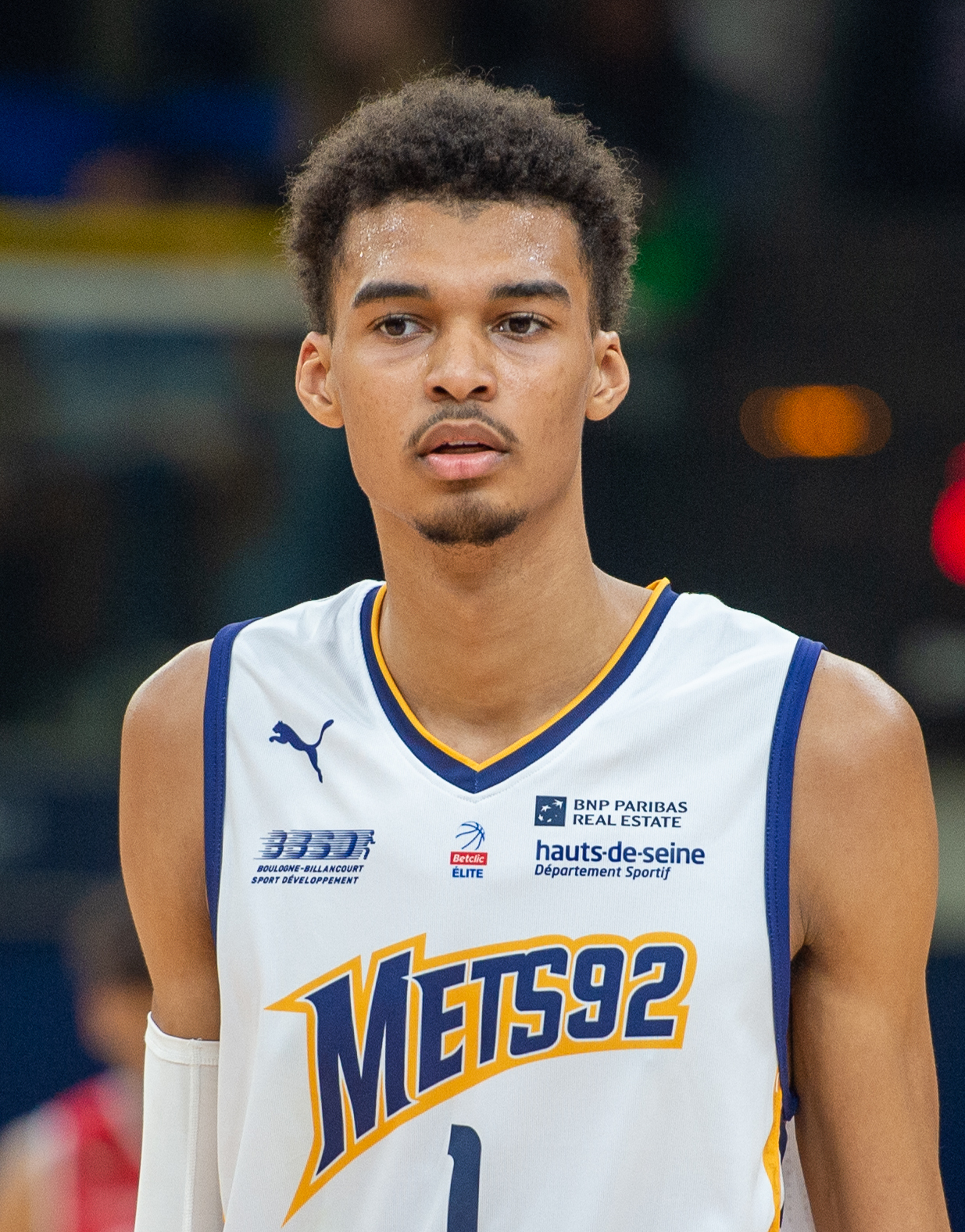
Виктор Вембаньяма был выбран под 1-м номером Сан-Антонио Спёрс.

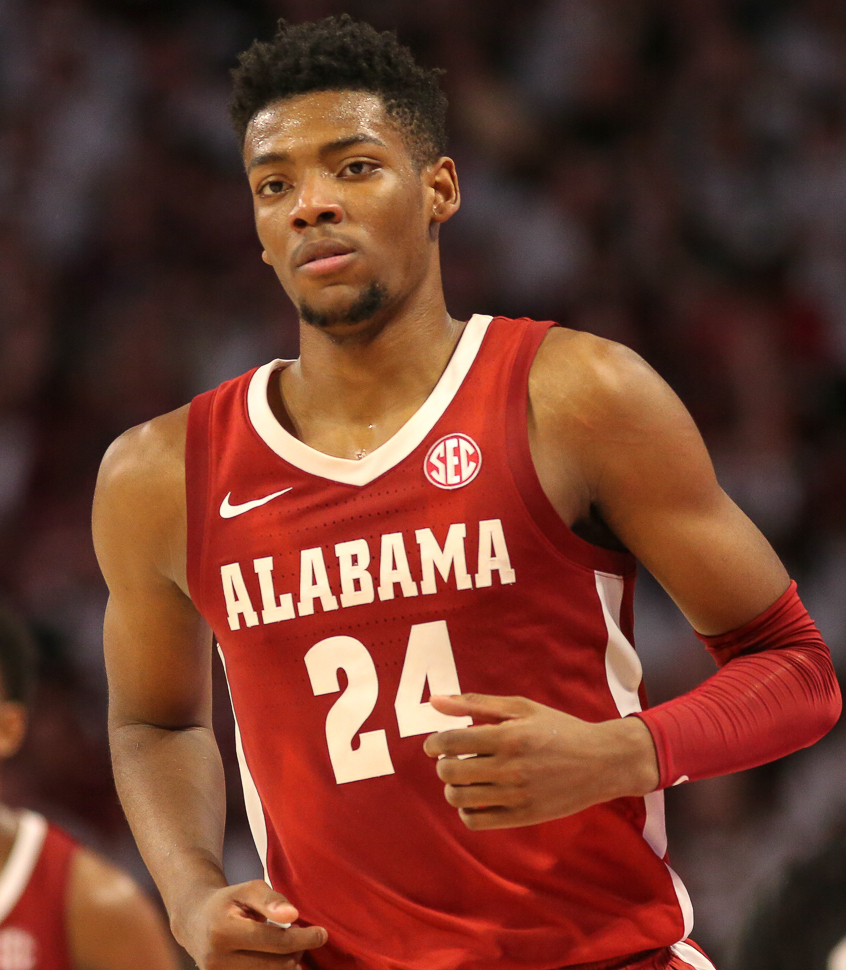
Брэндон Миллер был выбран под 2-м номером Шарлотт Хорнетс.

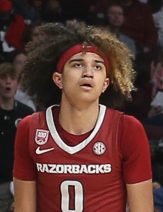
Энтони Блэк был выбран под 6-м номером Орландо Мэджик.

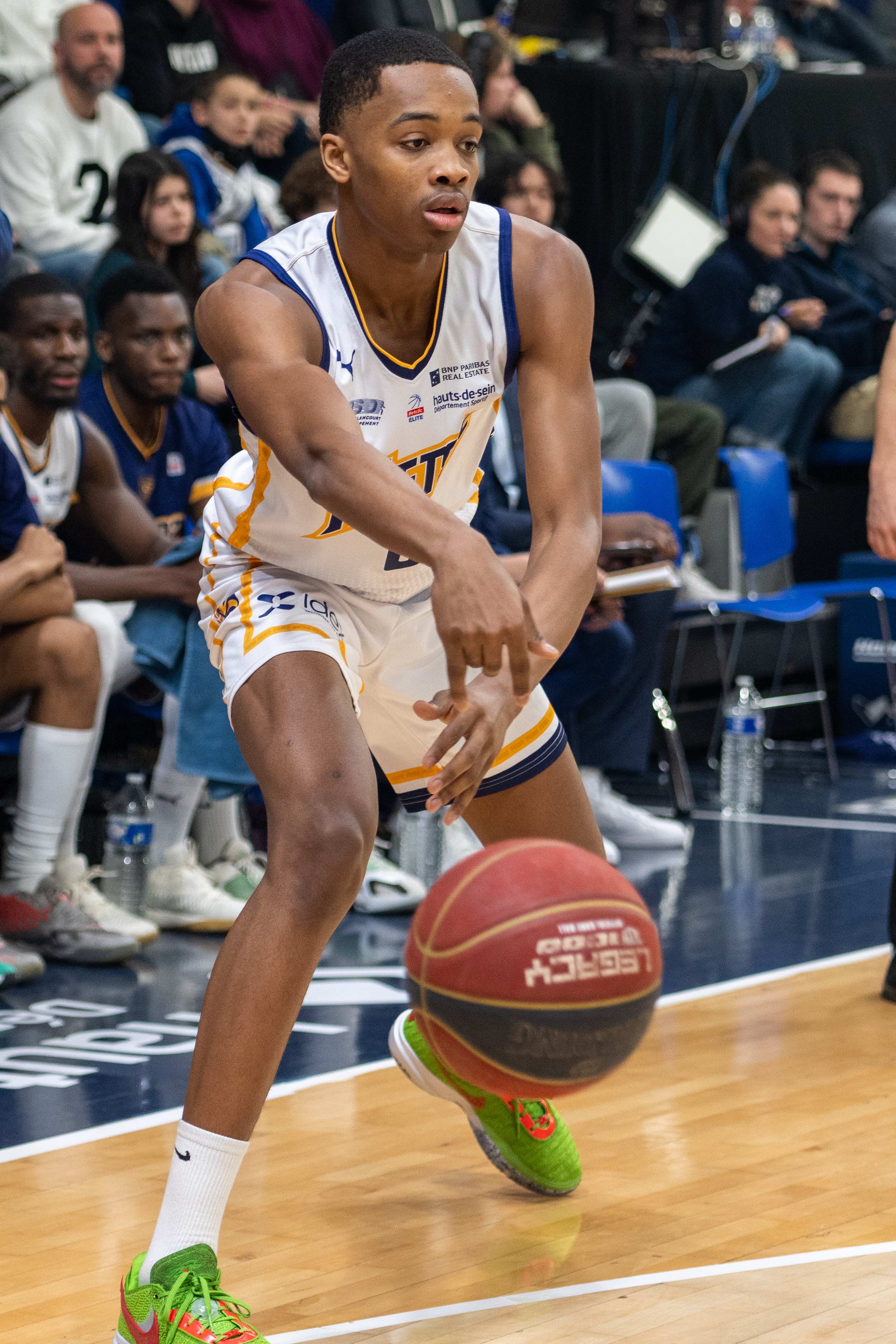
Билаль Кулибали был выбран под 7-м номером Индиана Пэйсерс.

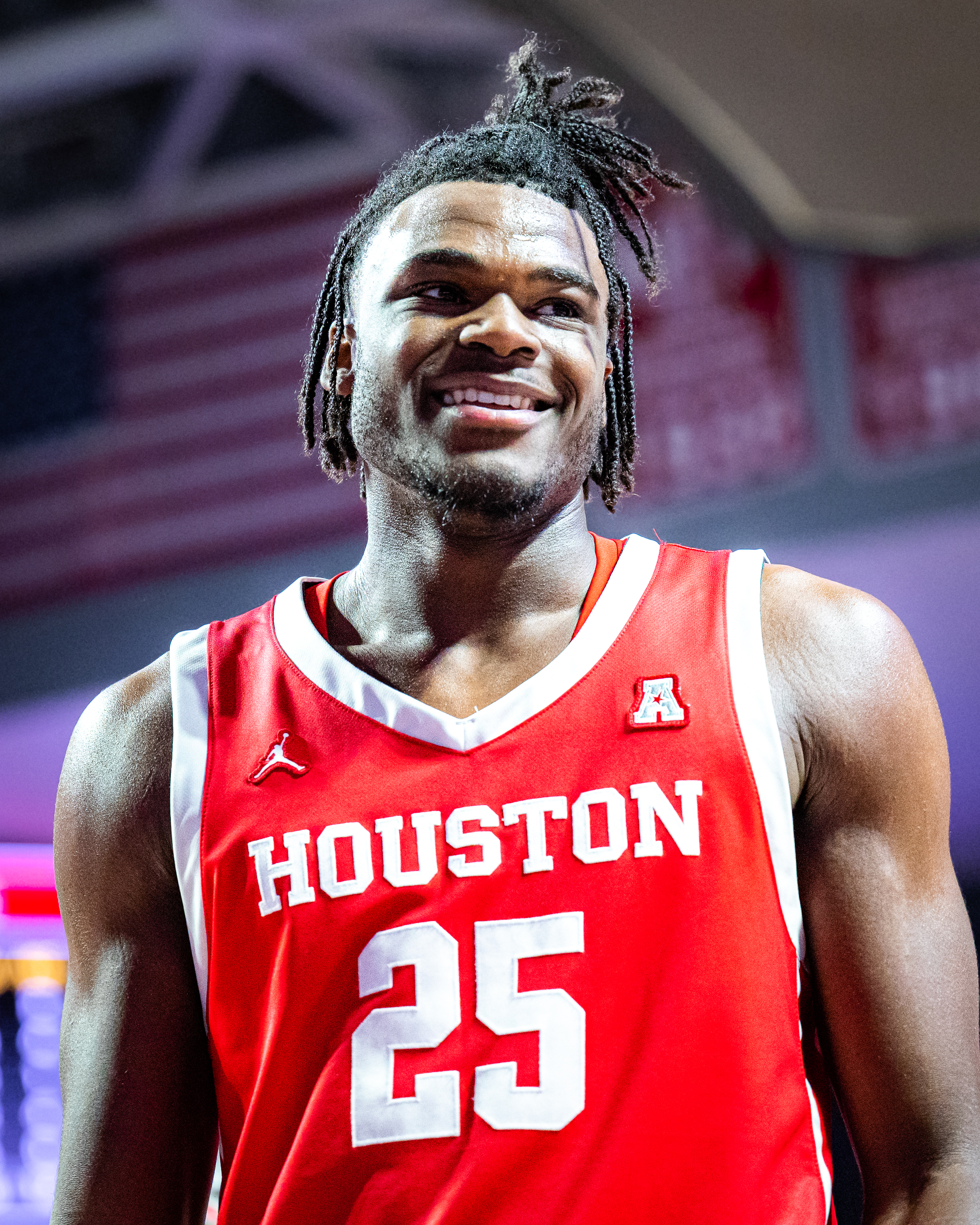
Джарас Уокер был выбран под 8-м номером Вашингтон Уизардс.

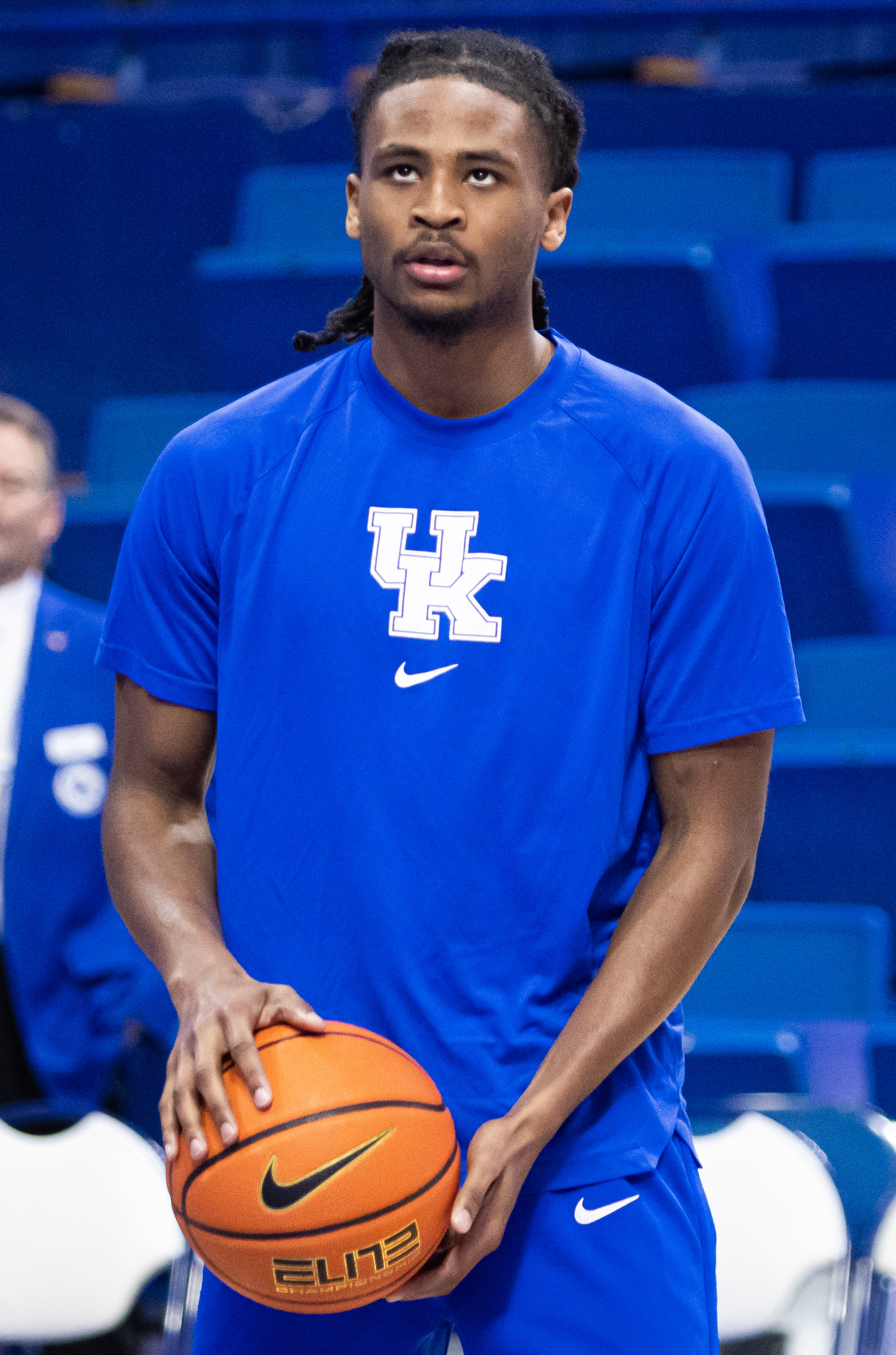
Кэйсон Уоллес был выбран под 10-м номером Даллас Маверикс.

  - Вашингтон приобрёл права с драфта на Билали Кулибали (7-й выбор на драфте 2023 года), Криса Пола, Лэндри Шэмета, драфт-пики второго раунда 2024, 2025, 2026, 2027, 2028, 2030 годов «Финикс Санз», опцию обмена драфт-пиками первого раунда 2024, 2026, 2028, 2030 годов с «Финикс Санз», денежное вознаграждение
  - Индиана приобрела права с драфта на Джараса Уокера (8-й выбор на драфте 2023 года), драфт-пик второго раунда 2028 года «Финикс Санз», драфт-пик второго раунда 2029 года «Вашингтон Уизардс»
  - Финикс приобрёл Брэдли Била, Джордан Гудвин, Айзею Тодда
2. 1 2  6 июля 2023: Обмен между Даллас Маверикс и Оклахома-Сити Тандер[5]
  - Даллас приобрёл права с драфта на Дерека Лайвли (12-й выбор на драфте 2023 года)
  - Оклахома-Сити приобрела права с драфта на Кэйсона Уоллеса (10-й выбор на драфте 2023 года), Дависа Бертанса
3. ↑  6 июля 2023: от Сакраменто Кингз к Даллас Маверикс[15]
  - Даллас приобрёл права с драфта на Оливье-Максенса Проспера (24-й выбор на драфте 2023 года), Ришона Холмса,
  - Сакраменто приобрёл денежное вознаграждение
4. 1 2  23 июня 2023: Трёхсторонний обмен с участием Бостон Селтикс, Вашингтон Уизардс и Мемфис Гриззлис)[16][17]
  - Бостон приобрёл Кристапса Порзингиса, права с драфта на Маркуса Сассера (22-й выбор на драфте 2023 года), защищенный драфт-пик первого раунда 2024 года Голден Стэйт Уорриорз
  - Мемфис приобрёл Маркус Смарт
  - Вашингтон приобрёл Тайса Джонса, Майка Мускалу, Данилу Галлинари, права с драфта на Джулиана Филлипса (35-й выбор на драфте 2023 года)
5. 1 2  28 июня 2023: Двухсторонний обмен между Бостон Селтикс и Детройт Пистонс[18][19]
  - Детройт приобрёл права с драфта на Маркуса Сассера (22-й выбор на драфте 2023 года)
  - Бостон приобрёл права с драфта на Джеймса Ннаджи (31-й выбор на драфте 2023 года), драфт-пик второго раунда 2025 года, драфт-пик второго раунда 2026 года
6. 1 2 3 4 5  23 июня 2023: Четырёхсторонний обмен между Индиана Пэйсерс, Денвер Наггетс Лос-Анджелес Лейкерс и Оклахома-Сити Тандер[28][29][30]
  - ЛА Лейкерс права с драфта на Максвелла Льюиса (40-й выбор на драфте 2023 года)
  - Денвер приобрёл права с драфта на Джулиана Строутера (29-й выбор на драфте 2023 года), права с драфта на Джейлена Пикетта (32-й выбор на драфте 2023 года), права с драфта на Хантера Тайсона (37-й выбор на драфте 2023 года), драфт-пик второго раунда 2024 года
  - Индиана приобрела права с драфта на Мохаве Кинга (47-й выбор на драфте 2023 года), драфт-пик первого раунда 2024 года «Оклахома-Сити Тандер», денежное вознаграждение
  - Оклахома-Сити приобрела защищенный драфт-пик первого раунда 2029 года «Денвер Наггетс»
7. 1 2 3  28 июня 2023: Двухсторонний обмен между Бостон Селтикс и Шарлотт Хорнетс[18][31]
  - Бостон приобрёл права с драфта на Колби Джонса (34-й выбор на драфте 2023 года), права с драфта на Мухамеда Гуйе (39-й выбор на драфте 2023 года)
  - Шарлотт приобрёл права с драфта на Джеймса Ннаджи (31-й выбор на драфте 2023 года)
8. ↑  23 июня 2023: от Сан-Антонио Спёрс к Миннесота Тимбервулвз[34]
  - Миннесота приобрела права с драфта на Леонарда Миллера (33-й выбор на драфте 2023 года)
  - Сан-Антонио приобрёл драфт-пик второго раунда 2026 год Юта Джаз, драфт-пик второго раунда 2028 года Миннесота Тимбервулвз
9. ↑  28 июня 2023: Двухсторонний обмен между Бостон Селтикс и Сакраменто Кингз[18][37]
  - Сакраменто приобрёл драфта на Колби Джонса (34-й выбор на драфте 2023 года)
  - Бостон приобрёл драфта на Джордана Уолша (38-й выбор на драфте 2023 года), драфт-пик второго раунда 2024 года
10. ↑  28 июня 2023: от Вашингтон Уизардс к Чикаго Буллз[43]
  - Чикаго прибрёл права с драфта на Джулиана Филлипса (35-й выбор на драфте 2023 года)
  - Вашингтон приобрёл драфт-пики второго раунда 2026 и 2027 годов
11. ↑  23 июня 2023: от Орландо Мэджик к Милуоки Бакс[44]
  - Милуоки приобрёл права с драфта на Андре Джексона (младшего) (36-й выбор на драфте 2023 года)
  - Орландо приобрёл драфт-пик второго раунда 2030 года, денежное вознаграждение
12. ↑  28 июня 2023: от Бостон Селтикс к Атланта Хокс[18][48]
  - Атланта приобрела права с драфта на Мухамеда Гуйе (39-й выбор на драфте 2023 года)
  - Бостон приобрёл драфт-пик второго раунда 2027 года
13. ↑  22 июня 2023: от Вашингтон Уизардс к Голден Стэйт Уорриорз[86]
  - Голден Стэйт приобрёл права с драфта на Трейса Джексона-Дэвиса (57-й выбор на драфте 2023 года)
  - Вашингтон приобрёл денежное вознаграждение

## Лотерея драфта
НБА ежегодно проводит лотерею перед драфтом, чтобы определить порядок выбора на драфте командами, которые не попали в плей-офф в предыдущем сезоне. Каждая команда, которая не попала в плей-офф, имеет шанс выиграть один из четырёх первых выборов, однако клубы, показавшие наихудшее соотношение побед к поражениям в прошлом сезоне имеют большие шансы на это. После того, как будут определены первые четыре выбора, остальные команды будут отсортированы согласно их результатам в предыдущем сезоне. В таблице представлены шансы команд, не попавших в плей-офф, получить номера посева от 1 до 14.
Лотерея драфта была проведена 16 мая. Она транслировалась на ESPN.
|  | Обозначает текущий результат лотереи |

| Команда                 | Победы-поражения 2022/2023 | Лотерейные шансы | Лотерейные вероятности | Лотерейные вероятности | Лотерейные вероятности | Лотерейные вероятности | Лотерейные вероятности | Лотерейные вероятности | Лотерейные вероятности | Лотерейные вероятности | Лотерейные вероятности | Лотерейные вероятности | Лотерейные вероятности | Лотерейные вероятности | Лотерейные вероятности | Лотерейные вероятности |
| Команда                 | Победы-поражения 2022/2023 | Лотерейные шансы | 1-е                    | 2-е                    | 3-е                    | 4-е                    | 5-е                    | 6-е                    | 7-е                    | 8-е                    | 9-е                    | 10-е                   | 11-е                   | 12-е                   | 13-е                   | 14-е                   |
| ----------------------- | -------------------------- | ---------------- | ---------------------- | ---------------------- | ---------------------- | ---------------------- | ---------------------- | ---------------------- | ---------------------- | ---------------------- | ---------------------- | ---------------------- | ---------------------- | ---------------------- | ---------------------- | ---------------------- |
| Детройт Пистонс         | 17-65                      | 140              | 14.0 %                 | 13.4 %                 | 12.7 %                 | 12.0 %                 | 47.9 %                 | -                      | -                      | -                      | -                      | -                      | -                      | -                      | -                      | -                      |
| Хьюстон Рокетс          | 22-60                      | 140              | 14.0 %                 | 13.4 %                 | 12.7 %                 | 12.0 %                 | 27.8 %                 | 20.0 %                 | -                      | -                      | -                      | -                      | -                      | -                      | -                      | -                      |
| Сан-Антонио Спёрс       | 22-60                      | 140              | 14.0 %                 | 13.4 %                 | 12.7 %                 | 12.0 %                 | 14.8 %                 | 26.0 %                 | 7.0 %                  | -                      | -                      | -                      | -                      | -                      | -                      | -                      |
| Шарлотт Хорнетс         | 27-55                      | 125              | 12.5 %                 | 12.2 %                 | 11.9 %                 | 11.5 %                 | 7.2 %                  | 25.7 %                 | 16.8 %                 | 2.2 %                  | -                      | -                      | -                      | -                      | -                      | -                      |
| Портленд Трэйл Блэйзерс | 33-49                      | 105              | 10.5 %                 | 10.5 %                 | 10.6 %                 | 10.5 %                 | 2.2 %                  | 19.6 %                 | 26.7 %                 | 8.7 %                  | 0.6 %                  | -                      | -                      | -                      | -                      | -                      |
| Орландо Мэджик          | 34-48                      | 90               | 9.0 %                  | 9.2 %                  | 9.4 %                  | 9.6 %                  | -                      | 8.6 %                  | 29.7 %                 | 20.6 %                 | 3.7 %                  | 0.2 %                  | -                      | -                      | -                      | -                      |
| Индиана Пэйсерс         | 35-47                      | 68               | 6.8 %                  | 7.1 %                  | 7.5 %                  | 7.9 %                  | -                      | -                      | 19.7 %                 | 35.6 %                 | 13.8 %                 | 1.4 %                  | <0.1 %                 | -                      | -                      | -                      |
| Вашингтон Уизардс       | 35-47                      | 67               | 6.7 %                  | 7.0 %                  | 7.4 %                  | 7.8 %                  | -                      | -                      | -                      | 32.9 %                 | 31.1 %                 | 6.6 %                  | 0.4 %                  | <0.1 %                 | -                      | -                      |
| Юта Джаз                | 37-45                      | 45               | 4.5 %                  | 4.8 %                  | 5.2 %                  | 5.7 %                  | -                      | -                      | -                      | -                      | 50.7 %                 | 25.9 %                 | 3.0 %                  | 0.1 %                  | <0.1 %                 | -                      |
| Даллас Маверикс         | 38-44                      | 30               | 3.0 %                  | 3.3 %                  | 3.6 %                  | 4.0 %                  | -                      | -                      | -                      | -                      | -                      | 65.9 %                 | 19.0 %                 | 1.2 %                  | <0.1 %                 | <0.1 %                 |
| Чикаго Буллз            | 40-42                      | 18               | 1.8 %                  | 2.0 %                  | 2.2 %                  | 2.5 %                  | -                      | -                      | -                      | -                      | -                      | -                      | 77.6 %                 | 13.5 %                 | 0.4 %                  | <0.1 %                 |
| Оклахома-Сити Тандер    | 40-42                      | 17               | 1.7 %                  | 1.9 %                  | 2.1 %                  | 2.4 %                  | -                      | -                      | -                      | -                      | -                      | -                      | -                      | 85.2 %                 | 6.7 %                  | 0.1 %                  |
| Торонто Рэпторс         | 41-41                      | 10               | 1.0 %                  | 1.1 %                  | 1.2 %                  | 1.4 %                  | -                      | -                      | -                      | -                      | -                      | -                      | -                      | -                      | 92.9 %                 | 2.3 %                  |
| Нью-Орлеан Пеликанс     | 42-40                      | 5                | 0.5 %                  | 0.6 %                  | 0.6 %                  | 0.7 %                  | -                      | -                      | -                      | -                      | -                      | -                      | -                      | -                      | -                      | 97.6 %                 |

1. ↑  Нью-Йорк Никс мог получить драфт-пик первого раунда, так как он был защищен Далласом от выбора с 1 по 10 номера.
2. ↑  Орландо Мэджик получил драфт-пик первого раунда, так как он был защищен Чикаго от выбора с 1 по 5 номера.